# Trièves

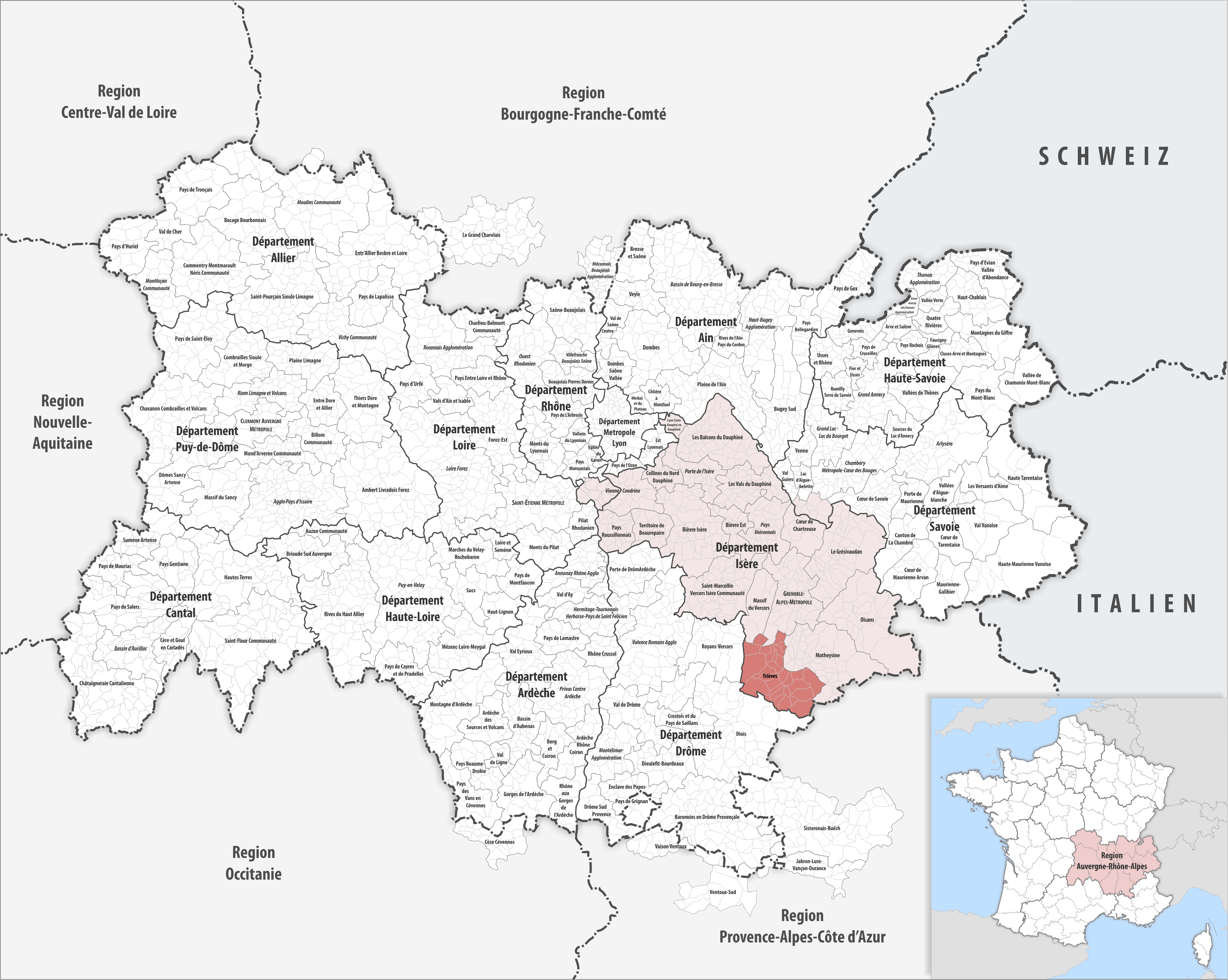
Trièves im Departement Isère

Trièves ist eine Landschaft und ein Alpental in Frankreich, das südlich von Grenoble ab dem Pass Col de l'Arzelier zwischen den Gebirgsstöcken Vercors im Westen und Dévoluy im Südosten liegt und im Nordosten vom Fluss Drac begrenzt wird. Im Süden reicht sie bis zum Pass Col de la Croix-Haute. Es befindet sich in einer Höhe von 500 bis 1200 m über dem Meeresspiegel.
Die Zahl drei (tri) scheint eine Bedeutung für den etymologischen Ursprung des Namens Trièves zu haben. Zum einen siedelte der keltische Stamm der Tricorii („drei Heerhaufen“) im Drac-Tal, zum anderen geht Trièves (lateinisch „Triviæ“) auf den Diana-Kult zurück, die an Straßenkreuzungen verehrt wurde. Die erste Straße führte Richtung Osten nach Gap, die zweite Richtung Westen nach Die und die dritte verlief von Grenoble in die Provence Richtung Süden.
Vom 14. Jahrhundert bis zur französischen Revolution war das Kerngebiet, welches aus den fünf Pfarreien Avignonet, Sinard, Saint-Paul-lès-Monestier, Monestier-de-Clermont und Roissard bestand, auch als Vikomté de Trièves bekannt.  Der heutige Gemeindeverband Trièves (ca. 10.000 Einwohner) liegt im Süden des Département Isère und hat seinen Verwaltungssitz in Monestier-de-Clermont.
Durch dieses Tal führt die gleichnamige Autoroute du Trièves – A51, deren Verlängerung über Monestier-de-Clermont hinaus Richtung Süden bis ins Tal der Durance seit Jahren projektiert ist.

Trièves-Landschaftsbilder
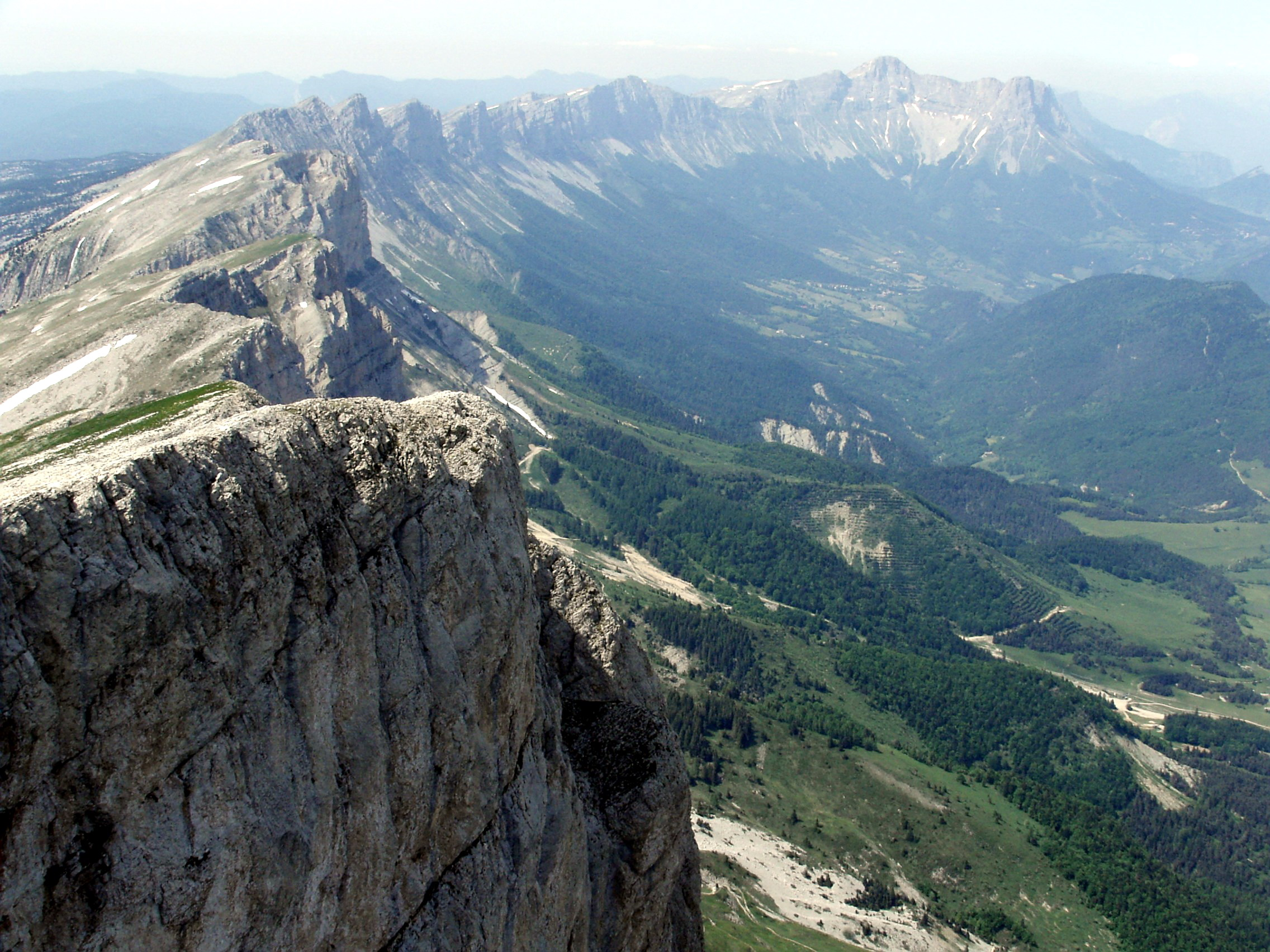
Blick nach Norden: links Vercors, rechts Trièves
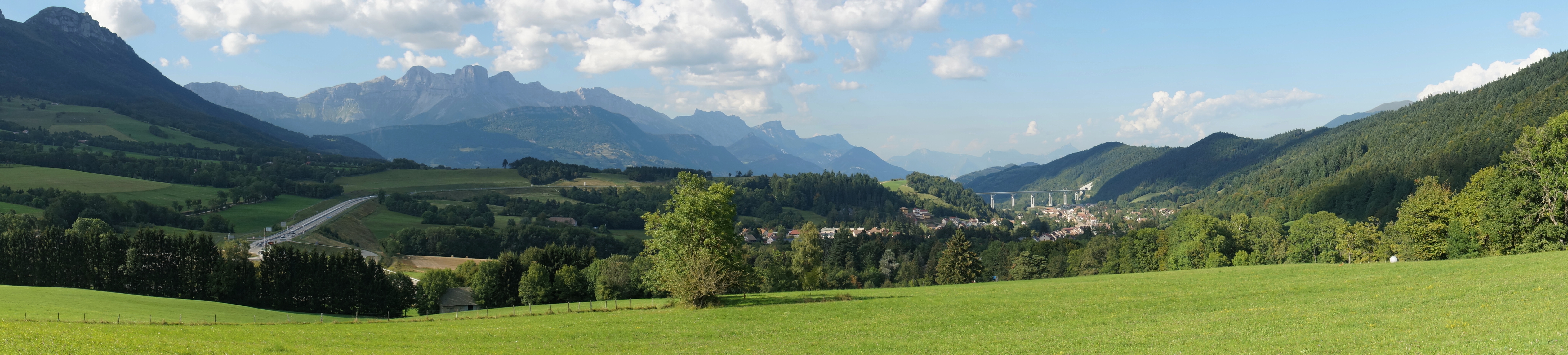
Blick nach Norden entlang der A51 bei Monestier-de-Clermont; links im Hintergrund die östliche Vercors-Kette mit La Grande Moucherolle
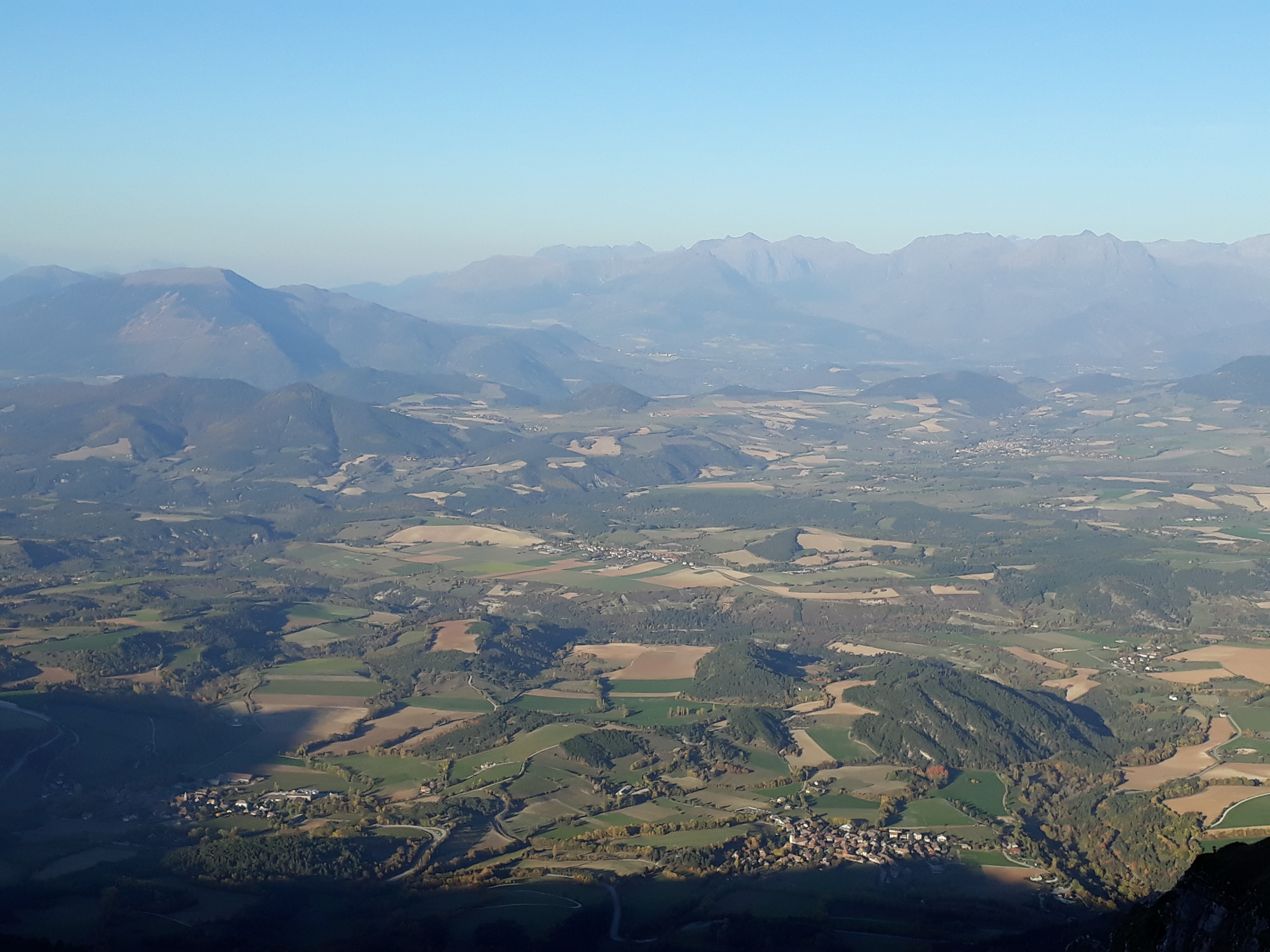
Blick vom Crête de Larchat Richtung Nordost
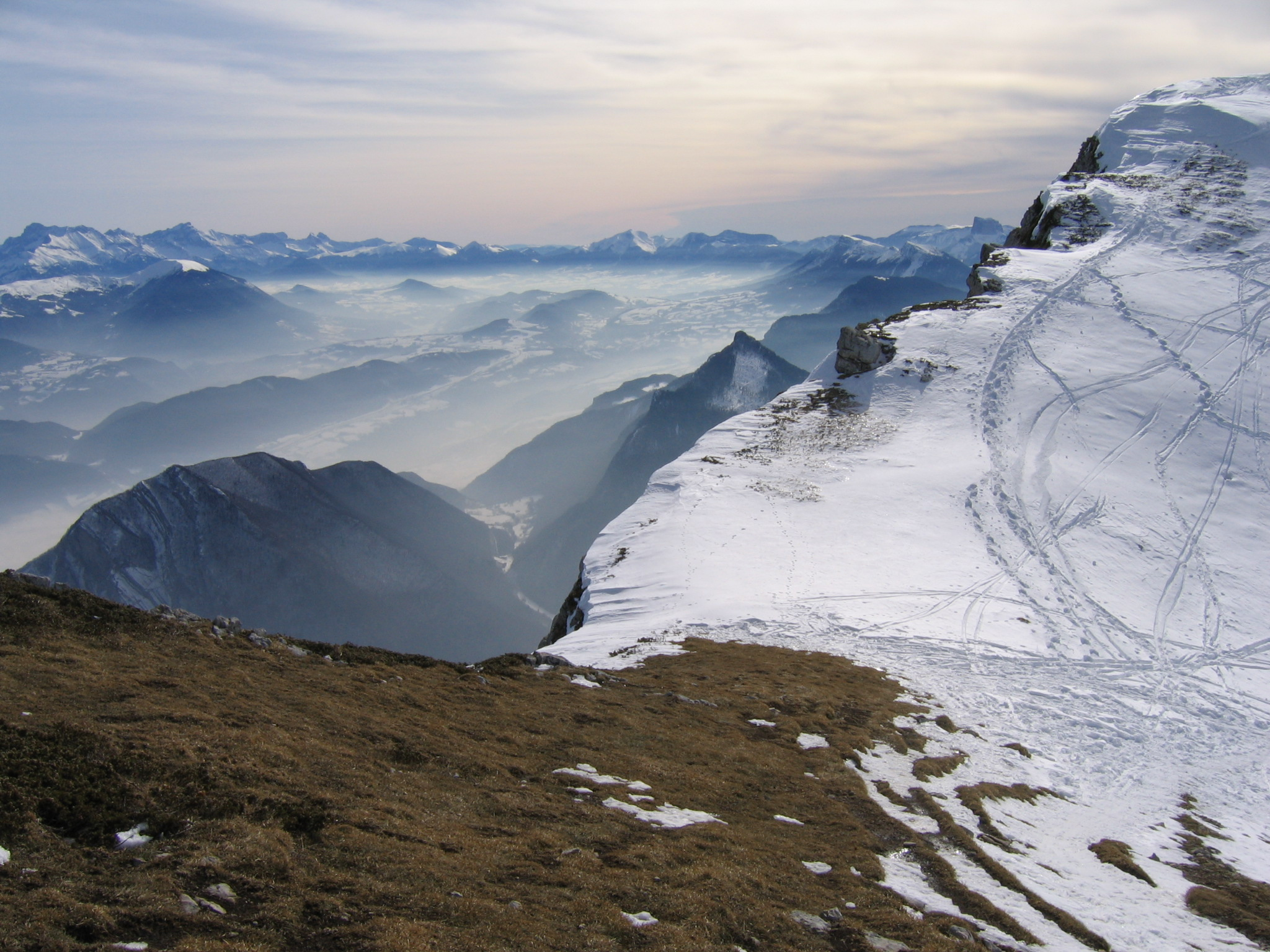
Winterblick vom Pic Saint-Michel in den Talkessel Richtung Süden